# György Kékes
György Kékes (Budapest, 21 de junio de 1966) es un deportista húngaro que compitió en lucha grecorromana. Ganó tres medallas en el Campeonato Europeo de Lucha entre los años 1991 y 1994.

## Palmarés internacional
| Campeonato Europeo | Campeonato Europeo       | Campeonato Europeo | Campeonato Europeo |
| Año                | Lugar                    | Medalla            | Categoría          |
| ------------------ | ------------------------ | ------------------ | ------------------ |
| 1991               | Aschaffenburg (Alemania) | Medalla de bronce  | 130 kg             |
| 1992               | Copenhague (Dinamarca)   | Medalla de bronce  | 130 kg             |
| 1994               | Atenas (Grecia)          | Medalla de plata   | 130 kg             |